# Lápréti sáska
A lápréti sáska (Pseudochorthippus montanus) a sáskafélék családjába tartozó, Eurázsiában honos sáskafaj.

## Megjelenése
A lápréti sáska testhossza a hím esetében 13-16 mm, a nőstény 17-25 mm. Viszonylag kis termetű, karcsú alkatú faj. Alapszíne a világoszöldtől az olívzöldig és sötétzöldig terjed. Viszonylag gyakoriak a kétszínű, barna hátú és zöld oldalú egyedek is. A torpajzs sötét alapon fehér vonallal hangsúlyozott oldalélei kissé befelé ívelnek. Hátsó lábainak térdei sötétek. A hím szárnyai a hátsó térdig, a nőstényé a 4-6. potrohszelvényig érnek. Oldalról nézve a hím hátsó szárnyai az elülső szárnyak világos stigmafoltjáig érnek (2-2,5 mm-re a szárnycsúcstól). A nőstények szárnyának alsó peremén gyakran világos sáv látszik. Ritkán hosszúszárnyú változatai is előfordulnak. A nőstény tojókampói hosszúak és jól láthatóak a potroh végén. 
Éneke hangos, némileg hasonlít a közönséges rétisáskáéra, de lassúbb és a strófái hosszabbak. 7-14 strófa 4-7 másodperces szünetekkel követi egymást. Az első néhány strófa halkabb és rövidebb, mint a többi. Egy-egy strófa 2-6 másodpercig tart és egyre erősödik.

### Hasonló fajok
A közönséges rétisáska hasonlít hozzá, amellyel közös élőhelyen is előfordulhat és a két faj hibridizálódhat.

## Elterjedése
Eurázsiában honos, Észak-Spanyolországtól egészen a Távol-Keletig (Kamcsatkáig). Európában Skandináviában is megtalálható gyakori sáska, de délen inkább csak a hegyvidékekre korlátozódik. Magyarországon számos helyen megtalálható, de ritka faj. 

## Életmódja
Láprétek, nedves rétek, kaszálók, füves sziki puszták lakója. Kedveli a sűrű vegetációjú füves élőhelyeket. Petéje a fejlődése során érzékeny a kiszáradásra, ezért a száraz területeket kerüli. Különféle füvekkel táplálkozik. 
Kifejlett egyedeivel júniustól novemberig találkozhatunk. A nőstény a nedves talajba vagy a füvek gyökérszövedékébe rakja kb. 45 petéjét (ezzel a sáskák között a legkevésbé termékenyek közé tartozik). A tavasszal kikelő lárvák négyszer vagy ötször vedlenek.

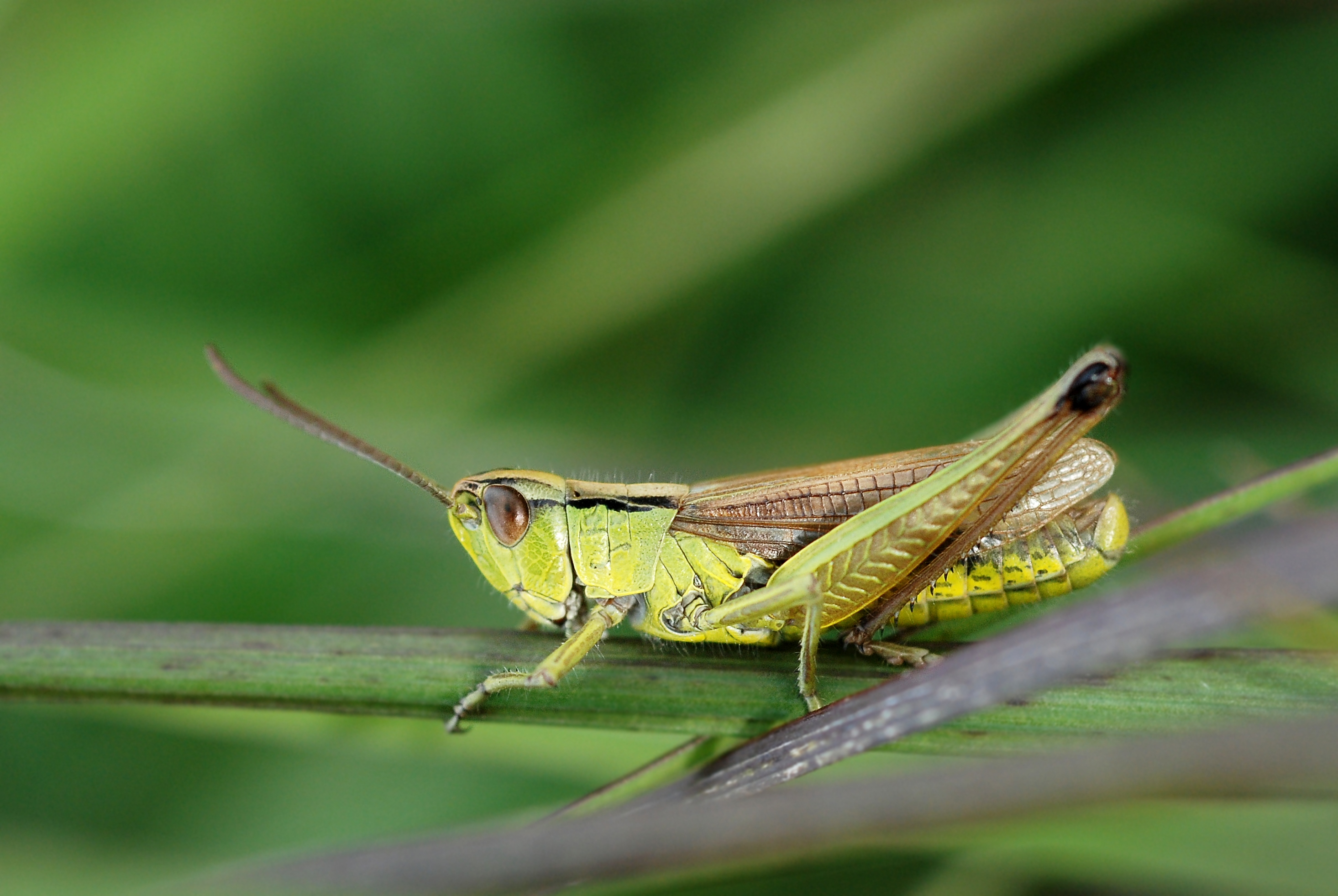
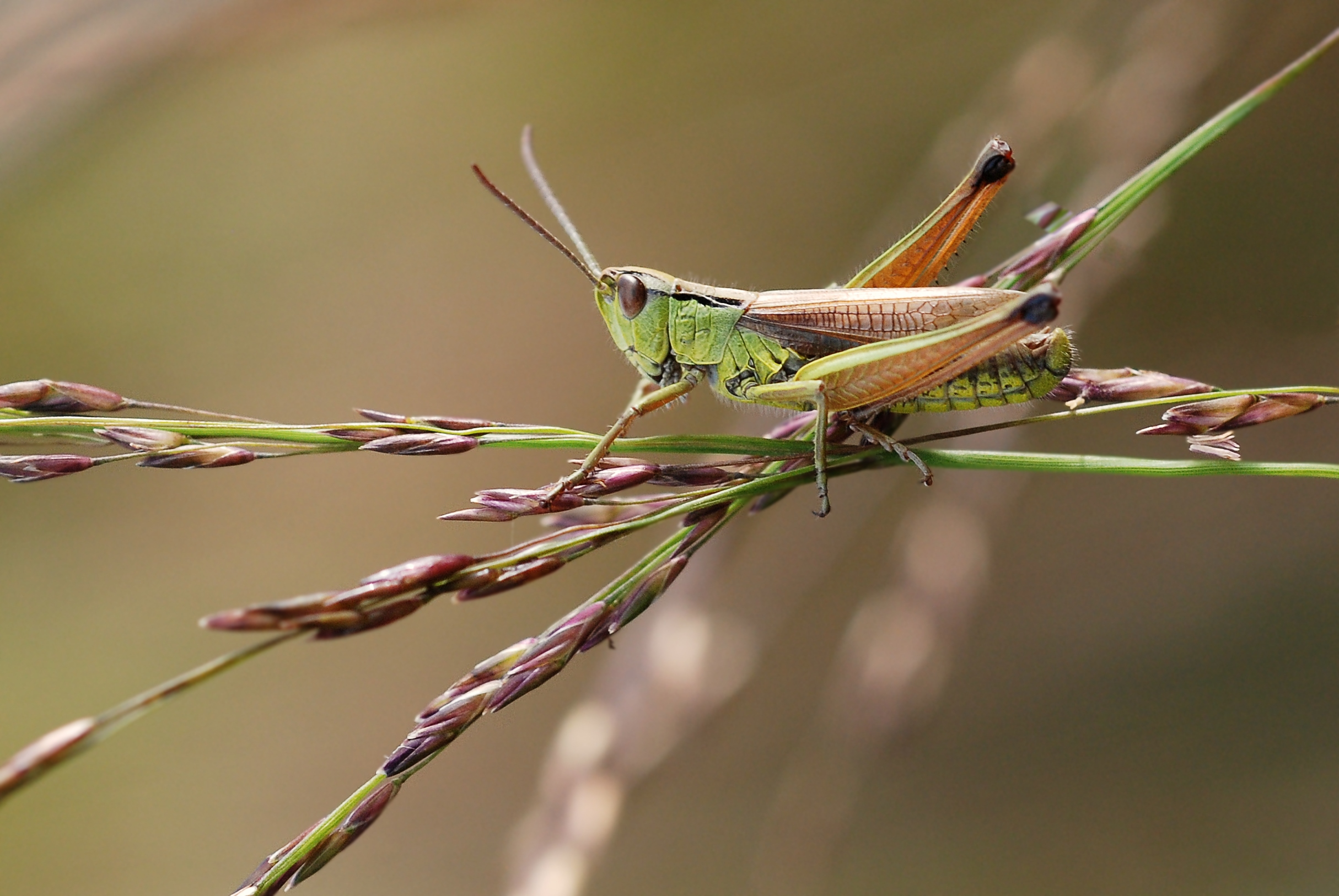
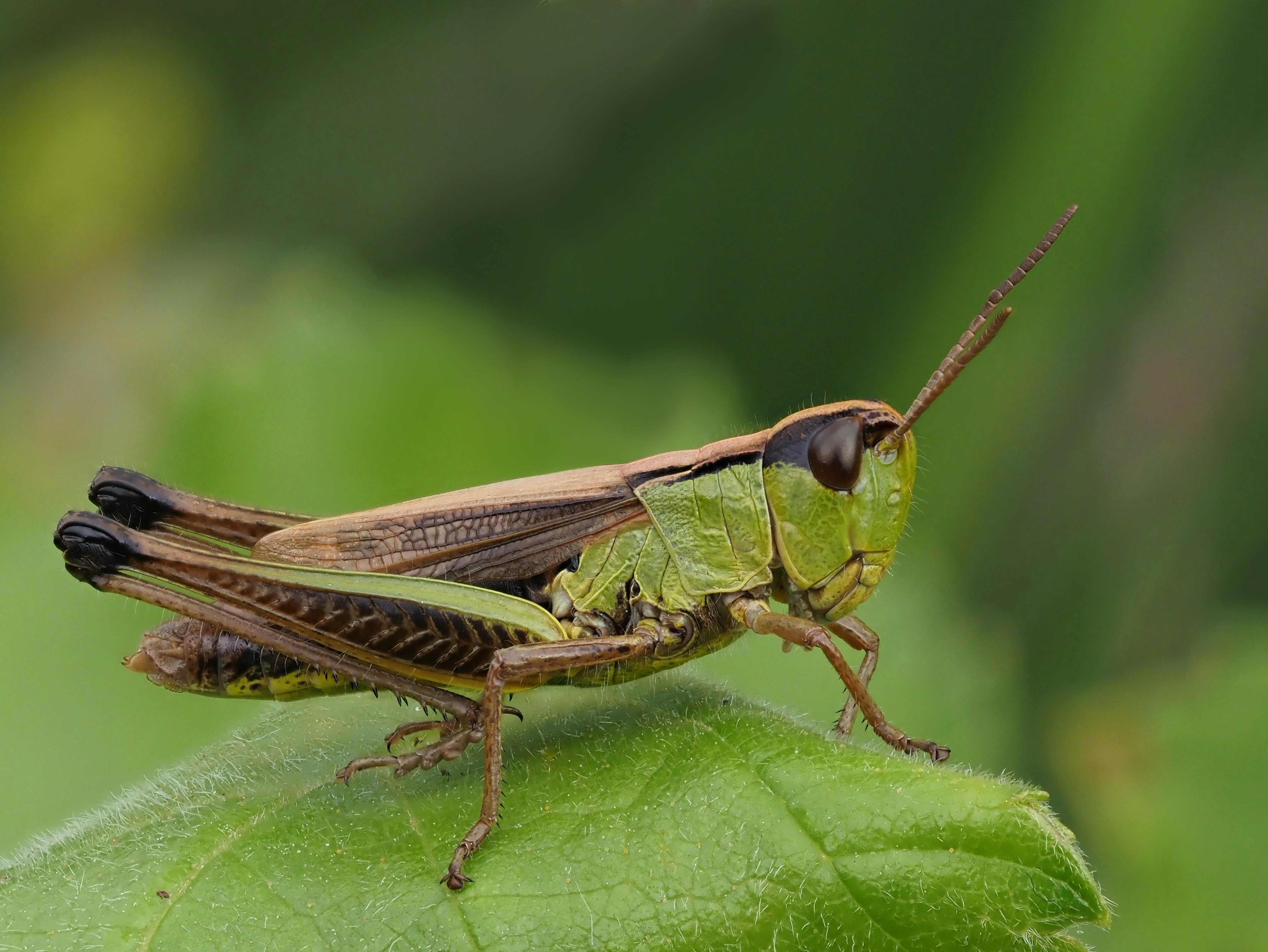
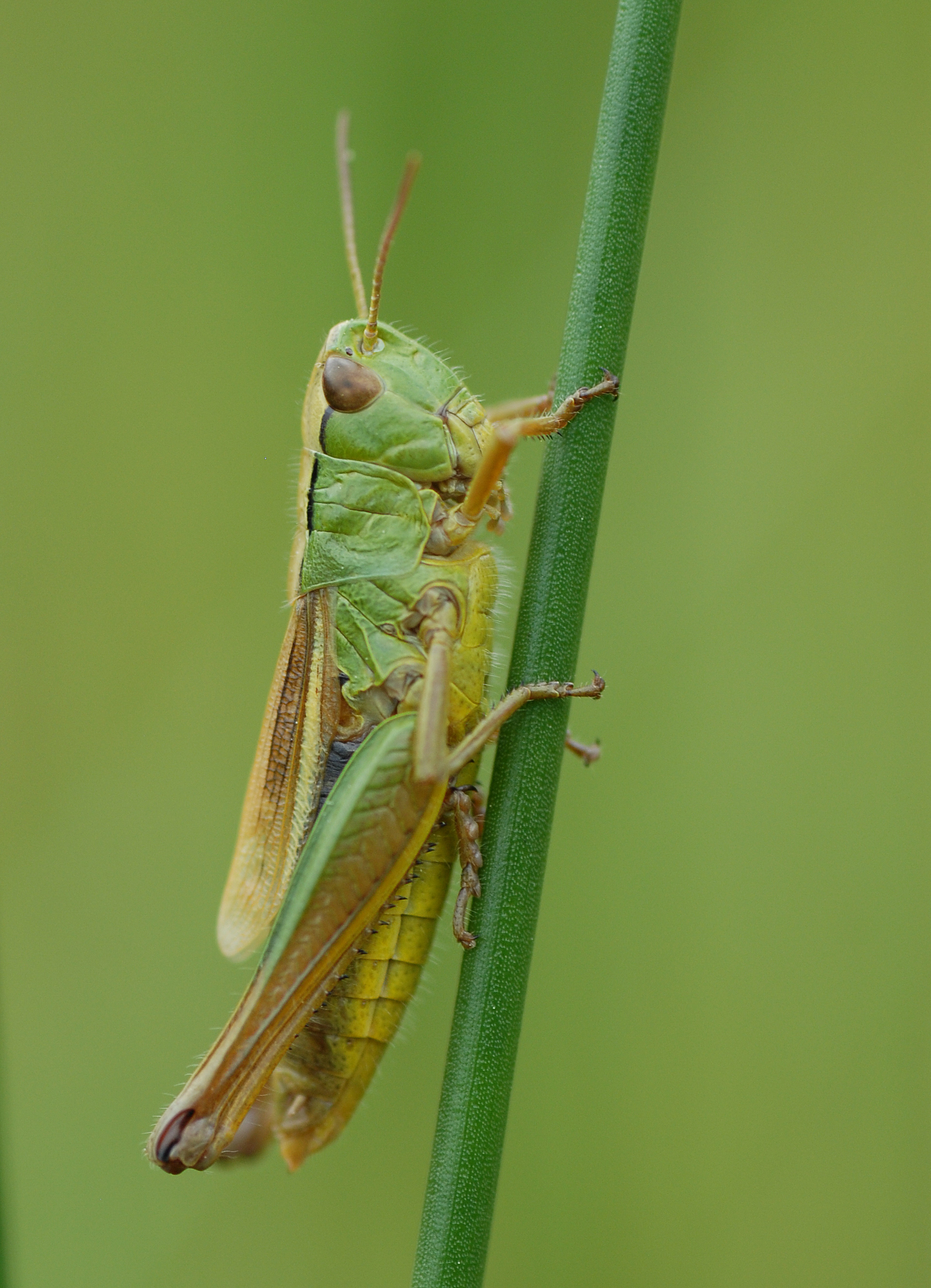
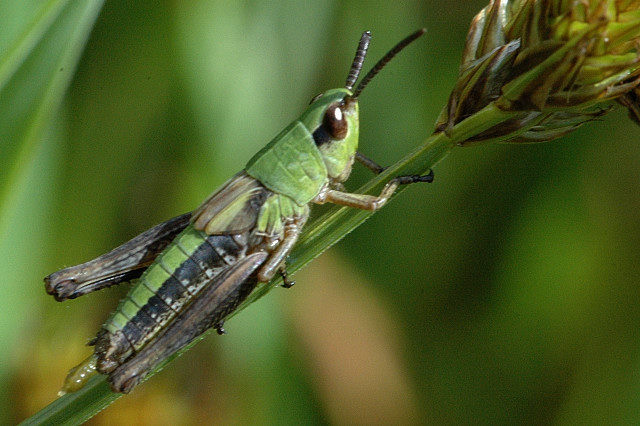

Magyarországon nem védett.